# Primavera do Leste
Primavera do Leste – miasto w Brazylii leżące w stanie Mato Grosso.
Miasto znajdujące się 636 metrów n.p.m. o obszarze 5472,207 km² w 2006 roku zamieszkiwało 60 065 ludzi.
Miasto założone zostało 13 maja 1986 roku.